# Реформированная Фундаменталистская Церковь
Реформи́рованная Фундаментали́стская Це́рковь (РФЦ) — консервативная кальвинистская церковь континентального (голландского) происхождения в г. Тула, Россия.
Реформированная Фундаменталистская Церковь была основана в 1632 году работниками Тульско-Каменецкого металлургического завода, построенного голландским купцом Андреем Виниусом.
В советский период действовала как подпольная, находясь под сильным влиянием теологических принципов, изложенных в цикле американских работ The Fundamentals (с англ. — «Основы»). Отсюда термин «Фундаменталистская» в названии, означающий буквальное понимание текста Священного Писания.
С 1990 года РФЦ вышла из подполья; реинкорпорирована 13 мая 1994 года.
В отличие от взглядов многих консервативных церквей, богословие РФЦ содержит положение о том, что эволюционная теория помогает осознать учение Ветхого и Нового Заветов, саму Искупительную жертву Иисуса Христа.
РФЦ сочетает консервативную богословскую практику (отказ от рукоположения женщин) и традиционную мораль со взглядами на свободу и права человека как на евангельские ценности.
РФЦ отвергает религиозное законодательство 1997 года как нарушающее дух и букву Всеобщей декларации прав человека и Конституции РФ как светского государства, в связи с чем новые приходы с 1997 года не регистрируются.
Единственным известным из открытых источников руководителем РФЦ является преподобный Михаил Ваннах, известный своей колонкой «Кафедра Ваннаха» в журнале «Компьютерра», а также публикациями в других изданиях.